# Parade (álbum de Spandau Ballet)
Parade es el cuarto álbum de estudio de la banda  de pop inglesa Spandau Ballet, publicado por la compañía Chrysalis Records el 25 de mayo de 1984. El álbum contiene dos canciones que entraron en el top 10 de la UK Singles Chart, «Only When You Leave» (número 3, y obtuvo un éxito menor en los Estados Unidos) y «I'll Fly for You» (número 9).

## Lista de canciones
- Todas las canciones fueron compuestas por Gary Kemp.

1. «Only When You Leave» – 5:12
2. «Highly Strung» – 4:11
3. «I'll Fly for You» – 5:37
4. «Nature of the Beast» – 5:15
5. «Revenge for Love» – 4:23
6. «Always in the Back of My Mind» – 4:30
7. «With the Pride» – 5:32
8. «Round and Round» – 5:30

## Posicionamiento
Álbum
| Año  | Lista                         | Posición |
| ---- | ----------------------------- | -------- |
| 1984 | Billboard 200                 | 50       |
| 1984 | UK                            | 2        |
| 1984 | Australia (Kent Music Report) | 4        |

Sencillos
Billboard (Estados Unidos)
| Año  | Sencillo              | Lista                 | Posición |
| ---- | --------------------- | --------------------- | -------- |
| 1984 | "Only When You Leave" | The Billboard Hot 100 | 34       |